# Lago Moossee
O Lago Moossee é um lago localizado no Cantão de Berna, Suíça. Tem uma superfície de 0,31 km². Este lago dá o nome ao povoado de Moosseedorf (literalmente "aldeia de Moossee") que se encontra na sua costa sul. 
O Campo de Golfe de Moossee está localizado a costa leste do lago no município de Münchenbuchsee.